# دائرة فرنسا الأولى الانتخابية
دائرة فرنسا الأولى الانتخابية أو فرنسا 1 (بالفرنسية: Première circonscription de la France)‏ هي واحدة من الدوائر الانتخابية للتونسيين في الخارج الذين يبلغ عددهم 10، وذلك إلى الـ151 دائرة انتخابية في داخل تونس.

تتكون هذه الدائرة من النصف الشمالي لفرنسا وتغطي قنصليات باريس وبانتان وستراسبورغ. خصص لهذه الدائرة مقعد وحيد من جملة 161 مقعد في مجلس نواب الشعب.

## نتائج الانتخابات

### التشريعية

#### 2014
| الحزب                                     | الحزب                    | الأصوات | النسبة | المقاعد |
| ----------------------------------------- | ------------------------ | ------- | ------ | ------- |
|                                           | نداء تونس                | 406 15  | 39.48% | 2       |
|                                           | حركة النهضة              | 533 11  | 29.56% | 2       |
|                                           | آفاق تونس                | 246 2   | 5.76%  | 1       |
|                                           |                          |         |        |         |
| المجموع                                   | المجموع                  |         | 100%   | 5       |
|                                           |                          |         |        |         |
| الأصوات الصحيحة                           | الأصوات الصحيحة          | 021 39  | 100%   |         |
| الملغاة/البيضاء                           |                          |         |        |         |
|                                           |                          |         |        |         |
| المصوتين (نسبة المشاركة)                  | المصوتين (نسبة المشاركة) |         | 48.36% |         |
| الإمتناع عن التصويت                       |                          |         |        |         |
| مجموع المسجلين                            |                          |         |        |         |
| المصدر: الهيئة العليا المستقلة للانتخابات |                          |         |        |         |

#### 2019
| المرتبة | الحزب             | الأصوات | المقاعد |
| ------- | ----------------- | ------- | ------- |
| 1       | حركة النهضة       | 5400    | 1       |
| 2       | قلب تونس          | 2297    | 1       |
| 3       | التيار الديمقراطي | 2282    | 1       |
| 4       | قائمة "أمل وعمل"  | 1842    | 1       |
| 5       | ائتلاف الكرامة    | 1781    | 1       |

## قائمة النواب
| المجلس                                      | النواب                                 | النواب                       | النواب                      | النواب                    | النواب                              | النواب                                  | النواب                                       | النواب                                 | النواب                       | النواب                                                       |
| المجلس                                      | نائب 1                                 | نائب 1                       | نائب 2                      | نائب 2                    | نائب 3                              | نائب 3                                  | نائب 4                                       | نائب 4                                 | نائب 5                       | نائب 5                                                       |
| ------------------------------------------- | -------------------------------------- | ---------------------------- | --------------------------- | ------------------------- | ----------------------------------- | --------------------------------------- | -------------------------------------------- | -------------------------------------- | ---------------------------- | ------------------------------------------------------------ |
| المجلس الوطني التأسيسي (2011–2014)          |                                        | محرزية العبيدي (حركة النهضة) |                             | عامر العريض (حركة النهضة) |                                     | عماد الدايمي (المؤتمر من أجل الجمهورية) |                                              | نادية شعبان (القطب الديمقراطي الحداثي) |                              | سليم بن عبد السلام (التكتل الديمقراطي من أجل العمل والحريات) |
| المجلس الوطني التأسيسي (2011–2014)          | بشير النفزي (المؤتمر من أجل الجمهورية) | محرزية العبيدي (حركة النهضة) |                             | عامر العريض (حركة النهضة) |                                     |                                         |                                              | نادية شعبان (القطب الديمقراطي الحداثي) |                              | سليم بن عبد السلام (التكتل الديمقراطي من أجل العمل والحريات) |
| مجلس نواب الشعب - المدة الأولى (2014–2019)  | سيدة الونيسي (حركة النهضة، 2014-2016)  | حسين الجزيري (حركة النهضة)   |                             | خولة بن عائشة (نداء تونس) |                                     | خالد شوكات (نداء تونس)                  |                                              | محمد غنام (آفاق تونس)                  |                              |                                                              |
| مجلس نواب الشعب - المدة الأولى (2014–2019)  | كريمة التقاز (حركة النهضة)             | حسين الجزيري (حركة النهضة)   |                             | خولة بن عائشة (نداء تونس) |                                     | خالد شوكات (نداء تونس)                  |                                              | محمد غنام (آفاق تونس)                  |                              |                                                              |
| مجلس نواب الشعب - المدة الثانية (2019–2022) | سيدة الونيسي حركة النهضة)              |                              | ليليا بالليل (حزب قلب تونس) |                           | زياد الغناي (حزب التيار الديمقراطي) |                                         | ياسين العياري (القائمات المستقلة «أمل وعمل») |                                        | عمر الغريبي (ائتلاف الكرامة) |                                                              |
| مجلس نواب الشعب - المدة الثالثة (2022–2026) |                                        |                              |                             |                           |                                     |                                         |                                              |                                        |                              |                                                              |

## تعديلات 2022
سابقا، كان التونسيون بدائرة فرنسا الأولى الإنتخابية ينتخبون 5 نواب بالبرلمان، وبرز ذلك في الإنتخابات التشريعية 2014 و2019. ولكن ابتداءا من انتخابات 2022، سينتخب المقترعون نائبا واحدا فقط وذلك بعد تنقيح القانون الإنتخابي في سبتمبر 2022 وإعادة ترسيم الدوائر الإنتخابية مما أفضى إلى تقليص عدد المقاعد بمجلس نواب الشعب من 217 إلى 161.

## مقالات ذات صلة
- الانتخابات في تونس